# Jaguarari (ort)
Jaguarari är en ort i Brasilien.   Den ligger i kommunen Jaguarari och delstaten Bahia, i den östra delen av landet, 1 000 km nordost om huvudstaden Brasília. Jaguarari ligger 660 meter över havet och antalet invånare är 22 612.
Terrängen runt Jaguarari är kuperad åt sydväst, men åt nordost är den platt. Terrängen runt Jaguarari sluttar österut. Det finns inga andra samhällen i närheten.
Omgivningarna runt Jaguarari är huvudsakligen savann. Runt Jaguarari är det ganska glesbefolkat, med 21 invånare per kvadratkilometer.